# Yanick Dusseault
Pour les articles homonymes, voir Dusseault.
Yanick Dusseault, aussi connu sous le nom de Dusso est un maître en peinture cache numérique et en conception d'œuvre d'art numérique dans les films.
Autres titres : 
- Concept Artist (Artiste conceptuel)
- Digital Artist (artiste numérique)